# Jasper County (Illinois)
Jasper County is een county in de Amerikaanse staat Illinois.
De county heeft een landoppervlakte van 1.280 km² en telt 10.117 inwoners (volkstelling 2000). De hoofdplaats is Newton.

## Bevolkingsontwikkeling

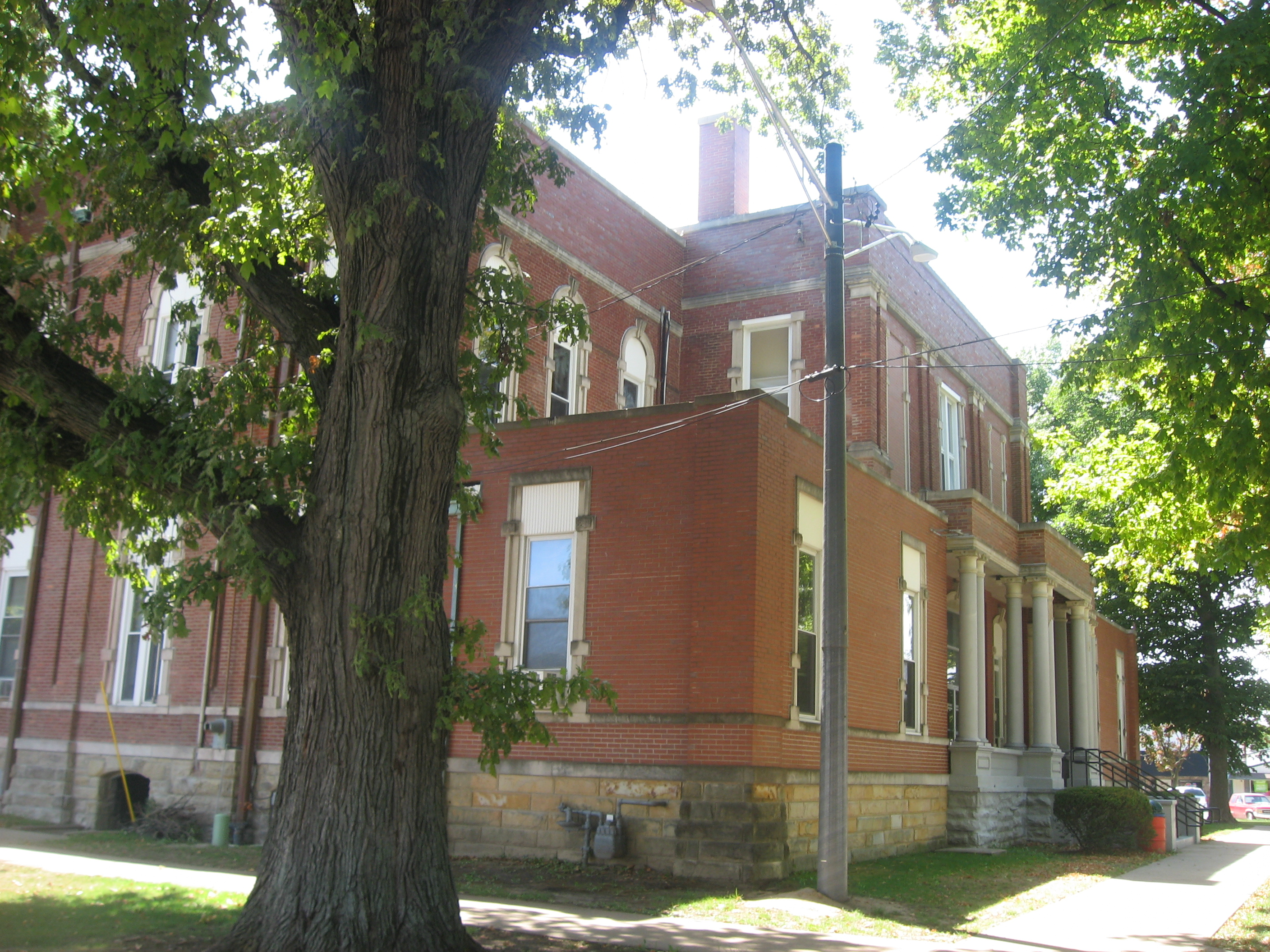
Jasper County Courthouse